# Mustajärvi (sjö i Ruovesi, Birkaland, 62,04 N, 23,72 Ö)
Mustajärvi är en sjö i kommunen Ruovesi i landskapet Birkaland i Finland. Arean är 34 hektar och strandlinjen är 7,03 kilometer lång. Sjön  ingår i Kumo älvs huvudavrinningsområde.   Den ligger omkring 60 kilometer norr om Tammerfors och omkring 220 kilometer norr om Helsingfors. 
Mustajärvi ligger sydväst om Niemijärvi. 